# لتیسیا زیکپی
لتیسیا زیکپی (انگلیسی: Leticia Zikpi؛ زادهٔ ۱۲ اکتبر ۱۹۸۶) بازیکن فوتبال اهل غنا است.
وی همچنین در تیم ملی فوتبال زنان غنا بازی کرده‌است.